# 宇都宮宝石店放火殺人事件
宇都宮宝石店放火殺人事件（うつのみやほうせきてん ほうかさつじんじけん）とは、2000年（平成12年）6月11日に栃木県宇都宮市江野町にあるジュエリーツツミ宇都宮店で、産業廃棄物処理会社相談役を自称する男（以下、S）が指輪など293点約1億4000万円相当を奪った上、店長を含む当時店内にいた従業員全員を拘束した上で店内に放火し、6人全員を殺害した事件。最高裁判所においては宇都宮宝石店放火強盗殺人事件と称される。

## 事件概要

### 背景
男S（事件当時49歳）は高校中退後、蕎麦屋に丁稚奉公していたが、数年後に辞め、父親の援助を受けて小山市でうどん屋の経営を始めた。この傍らで剥製の販売も始めたが、すぐに経営に行き詰まり廃業した。1992年にうどん屋を廃業後は料理店に勤務するも長続きはしなかった。事件を起こす頃には、実在しない産業廃棄物処理会社相談役を名乗るだけで事実上無職であった。安定した収入がないにもかかわらず、Sは親の金を使い高級車や高級ブランド品を購入したり愛人を囲ったりする生活を続け、パチンコ等のギャンブルにのめりこみ、最終的には多額の借金を抱え返済に行き詰っていた。

### 事件前の来店
Sは1998年以降、ジュエリーツツミ宇都宮店に来店し、宝飾品の購入・貴金属の加工等の取引を行っていた。
2000年5月29日、Sは同店に来店し8000万円の取引を求めたが、ツツミ本社はSの身元に不審を感じ、取引に応じないよう指示したため破談となった。
同年6月1日、Sは再び来店し、5月のことについて謝罪し、後日商品を購入する旨を伝えた。

### 事件当日
2000年6月11日午後5時すぎ、Sはガソリンを入れたブランドバッグを持って宝石店に入店、バッグの中に現金で1億5千万円を持ってきたので、希望する宝飾品を売ってほしいと店長に伝える。店長は希望する宝飾品を揃えるのに時間がかかるため、閉店後に再度来店するよう伝える。店員は、今回は全額現金払いをするというSの言葉を信じたため、商談が成立した。
この間、従業員は近郊のツツミ系列店および近隣の時計店から商品を用意し、本社には午後7時半の閉店後ミーティングがあると連絡した。
午後7時30分、Sは再度来店し希望する宝飾品を確認した。午後9時50分、ツツミ本社からの最後の電話に対し、従業員は間もなく取引が終了すると答え、問題がある様子はなかったという。
Sは「清算をするから」等と言葉巧みに店長と店員ら（店長も含め全員女性）を一箇所に集めると、Sは態度を豹変し刃物を突きつけて従業員を脅した。その後、Sは店長に他の従業員の両手をSが事前に用意した粘着テープで縛らせた。従業員の両手が縛られたのを確認したSは店長の両手両足および従業員の両足をテープで縛り、さらに全員の目にハンカチを当てテープを巻き付けて目隠しをした。
Sは全員を休憩室に閉じ込め、従業員の足下および1名の上半身にガソリンを撒いてライターで火をつけ、指輪など293点約1億4000万円相当を奪って逃走した。火災は翌日の午前0時15分頃鎮火されたが現場から完全に炭化した6体の焼死体が発見された。死因は6人とも焼死と判明した。
ツツミが持っていた不審者リストや店内の防犯カメラ等の映像等が有力な証拠となり、さらに自らの車を東武宇都宮駅近くの駐車場に止めていたことが判明したため捜査員が張り込んでいたところ、翌日正午ごろにSが車を取りに駐車場に現れたため任意同行し、強盗殺人と放火の容疑で逮捕された。当初、Sは取り調べに対し放火殺人については否認していたが、後にガソリンを撒いて放火したことを認めた。また、貴金属類を強奪する目的があったことについても当初は否認していたが、最終的には強盗目的で貴金属類を強奪したことを認めた。
2000年7月4日、宇都宮地検はSを強盗殺人と現住建造物等放火の罪で起訴した。犯行動機についてSは「今まで事業に何度も失敗してきたので、今度こそ、この金を使って成功したかった」などと供述した。

## 刑事裁判

### 第一審・宇都宮地裁
現場の焼失・被害者遺体の損傷により、物的証拠が少なかったため、防犯カメラの映像証拠および自白の信憑性に重点が置かれた。Sは強盗の事実は認めるが、「脅すつもりでライターの火を付けたところ、突然爆発した。殺すつもりはなかった」等と殺意を否認し、自白についても精神的動揺を理由に信用性が低いと主張した。
2000年10月10日、宇都宮地裁（肥留間健一裁判長）で初公判が開かれ、罪状認否でSは「殺すつもりではなかった」と起訴事実の一部を否認した。
冒頭陳述で検察側は、Sが定職につかず浪費を繰り返したことにより、一攫千金を狙って宝石店の襲撃を計画したと指摘した。また、犯行前にガソリン2缶を購入し、粘着テープや逃走用の着替えを用意するなど周到な計画性があったと主張した。一方、弁護側は「ガソリンをまいたのは床だけで、被害者の一人から『火なんてつけられないくせに』といわれ、ライターを点火したら空気中のガソリンの蒸気に引火して爆発した」として殺意はなかったと主張した。また、供述調書についても「当時、やけどをして精神的に不安定な状態にあった可能性がある」として信用性に疑問があると主張した。
2000年11月16日、弁護側の「けがをした被告の供述は任意性に欠ける」との証拠開示の申し出に対し、宇都宮地裁はSの病状を示した書類の開示を決めた。
2001年1月30日、被告人質問が行われ、殺意を認めた供述調書についてSは「検事に『調書作成に協力すれば、後で言い分を聞く』と言われ応じた。やけどがひどく供述内容の一部を覚えていない」と供述した。
2001年5月22日、Sの取り調べを担当した警察官の証人尋問が行われ、警察官は「被告は『犯行計画段階から口封じをしようと考えた』と供述していた」と証言した。
2001年6月26日、宇都宮地裁は殺意を認めた供述調書を証拠採用することを決定した。この決定に対し弁護側は異議申し立てをしたが、宇都宮地裁は異議申し立てを棄却した。
2001年7月19日、従業員の遺族が証人として出廷し、Sに対し「同じように手足をしばってガソリンをまいて火をつけたいぐらい」などと述べて死刑を求めた。
2001年12月27日、論告求刑公判が開かれ、検察側は、供述調書の信用性について「どうせ火をつけて殺すのだから（被害者らを粘着テープで縛るのに）ひと巻き程度で間に合うと思った」などの内容から「被告だけが知る『秘密の暴露』であり、犯行当時の殺意の存在を明確に示している」とした上で「極刑を免れるために虚偽の弁解をし、いささかの改しゅんの情も見られない」としてSに死刑を求刑した。
2002年2月7日、最終弁論が開かれ、弁護側は「脅すつもりでライターの火を付けたところ、突然爆発した。殺すつもりはなかった」と改めて殺意を否認し、死刑回避を求めた。また、供述調書についても「精神的に動揺しており、虚偽の供述をした」と信用性を否定した。最終意見陳述でSは「殺意はなかった。信じていただきたい」と述べて結審した。
2002年3月19日、宇都宮地裁（肥留間健一裁判長）で判決公判が開かれ「動機は自己中心的で酌量の余地はない。犯行は周到に準備、計画したもので、凶悪、悪質で他に類を見ない」としてSに求刑通り死刑判決を言い渡した。
判決では、最大の争点となった殺意の有無について「従業員を焼殺して宝飾品を奪い取ろうと計画。殺意をもって6人を休憩室に押し込んで体などにガソリンをまき、ライターで火をつけた」として、事前にガソリンなどを購入した周到な計画性も踏まえて殺意があったと認定した。また、供述調書の信用性について「（殺意を認めた）初期の供述の信用性は高い」として弁護側の主張を全面的に退けた。弁護側は判決を不服として即日控訴した。

### 控訴審・東京高裁
2003年4月23日、東京高裁（高橋省吾裁判長）は「一瞬にして6人もの善良な被害者を殺害した、犯罪史上まれにみる凶悪な事件で、極刑はやむを得ない」として一審・宇都宮地裁の死刑判決を支持、弁護側の控訴を棄却した。弁護側は判決を不服として上告した。

### 上告審・最高裁第三小法廷
2007年1月16日、最高裁第三小法廷（那須弘平裁判長）で上告審弁論が開かれ、弁護側は「脅すつもりでライターを点火したら爆発した。殺意や放火の故意はなかった」と一・二審に続き殺意を否認し、死刑回避を求めた。一方、検察側は「ガソリンや粘着テープを事前に準備するなど犯行は計画的で、顔なじみだった従業員らを口封じのために焼き殺した犯罪史上類を見ない凶悪犯罪だ」として上告棄却を求めて結審した。
2007年2月20日、最高裁第三小法廷（那須弘平裁判長）は「何の落ち度もない6人の生命を奪うなどした結果は極めて重大。遺族の処罰感情は非常に厳しい」として弁護側の上告を棄却する決定を出した。判決訂正申立も3月8日付で棄却されたため、Sの死刑判決が確定した。

## 死刑確定後
確定死刑囚として東京拘置所に収監されたSは、2008年に死刑廃止団体が行ったアンケートに「死刑になるのか、きもちの整理がつきません。死刑とはざんこくなものです」と答える。
2010年7月28日、千葉景子法務大臣（当時）立会いのもと、東京拘置所でSの死刑が執行された。同日には熊谷男女4人殺傷事件の死刑囚の死刑も執行されている。この日は前年に死刑が執行されて以来、ちょうど1年が経過した日であり、民主党政権下で初の執行である。
また、千葉は死刑廃止論者かつ直前の参議院選挙で落選していたため、大きな波紋を呼んだ。